# Сичевой, Владимир Иванович
Владимир Иванович Сичевой (укр. Володимир Iванович Січовий; 10 мая 1929, Ингулец, Криворожский округ — 30 июля 2005, Днепропетровск) — первый заместитель генерального директора «Производственное объединение „Южный машиностроительный завод“ имени А. М. Макарова» («Южмаш»). Герой Украины (1999).

## Биография
Родился 10 мая 1929 года в посёлке Ингулец (затем самостоятельный город, ныне в черте города Кривой Рог Днепропетровской области). Украинец.
В 1967 году окончил физико-технический факультет Днепропетровского государственного университета по специальности «Производство летательных аппаратов».
В 1948—1952 годах работал на Херсонском судостроительном заводе.
С 1952 года работал в ПО «Южный машиностроительный завод»: в 1952—1954 годах — инженер, старший инженер; в 1954—1966 годах — начальник отделения, заместитель начальника цеха, начальник цеха; в 1966—1978 годах — главный диспетчер производства, начальник производства — заместитель директора ПО «Южмаш»; в 1978—1993 годах — заместитель генерального директора по производству; с 1993 года — первый заместитель генерального директора по производству.
Умер 30 июля 2005 года.

### Семья
- Отец — Иван Федосеевич (1898—1953);
- Мать — Наталья Петровна (1899—1977);
- Жена — Феликса Ивановна (1928—1996);
- Дети — Юрий (1953—2001), Алексей (род. 1957).

## Награды
- Герой Украины (8 мая 1999) — за выдающиеся личные заслуги перед Украинским государством в создании ракетно-космической техники;
- Орден «Знак Почёта» (1959);
- Орден Трудового Красного Знамени (1961);
- Орден Ленина (1971);
- Государственная премия СССР (1977);
- Ленинская премия (1991);
- Почётный знак отличия Президента Украины (1994).

## Память
- Имя на Стеле Героев в Кривом Роге.